# Tucker F1
Tucker F1 – planowany zespół Formuły 1, którego debiut miał przypaść na 1950 rok.
Pod koniec lat 40. twórca Tucker Car Corporation, Preston Tucker, zapragnął wystawić zespół w wyścigach europejskich. Stworzył w tym celu sześcioosobowy zespół z doświadczonym kierowcą Indianapolis 500, Ralphem Hepburnem. Planowano użyć samochodu Miller. Jednakże Hepburn zginął w trakcie treningów do Indianapolis 500 1948 i entuzjazm Tuckera wygasł. Jego zespół nigdy nie wystartował w Grand Prix.